# Wilhelm Zacharias
Wilhelm „Willi” Zacharias (n. 7 martie 1914, Sibiu, Austro-Ungaria, d. 29 aprilie 2006, Graz, Austria) a fost un handbalist de etnie germană care a jucat pentru echipa națională a României. Zacharias a fost component al selecționatei în 11 jucători a României care s-a clasat pe locul al cincilea la Olimpiada din 1936, găzduită de Germania. El a jucat în două din cele trei meciuri disputate de România.
În 1938 Wilhelm Zacharias s-a aflat în lotul selecționatei în 11 jucători a României care s-a clasat pe locul 5 la Campionatul Mondial de Handbal de câmp din Germania.
La nivel de club, Zacharias a fost component de bază al echipei Hermannstädter Turnverein(de) (Societatea de Gimnastică Sibiu) din Sibiu.

## Alte sporturi
Polisportiv, Wilhelm Zacharias a reprezentat România și la Jocurile Olimpice de iarnă din 1936, de la Garmisch-Partenkirchen, unde a participat la probele de schi alpin și schi fond.